# Juan Heredia Ruiz
Juan Heredia Ruiz (Grazalema, Sierra de Cádiz, 18 de julio de 1942-Gilena, Sierra Sur de Sevilla, 18 de julio de 1975), conocido como el cura obrero de Gilena, fue un cura obrero e impulsor del movimiento democrático y sindical en la clandestinidad desde el pueblo sevillano de Gilena.

## Biografía

### Sacerdocio
Juan Heredia Ruiz completa el grupo de curas que eligieron destino a una de las comarcas más empobrecidas de Andalucía, junto con el resto de sus compañeros de los pueblos vecinos de la Sierra Sur de Sevilla, como Diamantino García en Los Corrales, Enrique Priego en Pedrera, Esteban Tabares en Aguadulce y Miguel Pérez en Martín de la Jara, juntos iniciarían un movimiento que convulsó a todos los estamentos de la sociedad de la época, claramente influenciados por la Teología de la Liberación rompen con la jerárquica Iglesia que sostenía al régimen franquista. Juan Heredia tomó una clara posición, estar al lado de la clase trabajadora y humilde de Gilena.
Se acercó y se rodeó de las clases populares, empezando por la misma parroquia de la Purísima Concepción de Gilena y desde el primer día de su llegada eliminando todo privilegio que mantenían las familias poderosas dentro del templo, mandando a retirar las bancadas de primera fila, acolchadas y con iniciales bordadas con hilos de oro, además igualó los rituales eclesiásticos como en las comuniones o bautizos, sin distinción de ricos y pobres. En Semana Santa rechazaba la invitación de la Hermandad para salir en la comitiva de las autoridades junto al Hermano Mayor, Alcalde y Guardia Civil, prefiriendo salir y hacer penitencia junto al resto del pueblo y como un gilenense más.
Fuera de la Parroquia, también era normal verlo ayudando en la reconstrucción de tejados y casas de aquellas familias con menos recursos, trabajó en la recolección de la aceituna dando su jornal a aquellas familias que más lo necesitaban y por supuesto hizo hincapié en el fomento de la alfabetización e impulsando la formación de la juventud, ofreciéndose para enseñar gramática y matemáticas a los hijos e hijas de jornaleros.
En cuanto a la actividad política, apoyó el movimiento de democratización al igual que el resto de sus compañeros, difundiendo entre los más jóvenes mensajes políticos en las octavillas parroquiales y haciéndoles llegar libros prohibidos y censurados por el régimen. En cuanto a la organización, impulsó el movimiento jornalero cediendo un salón parroquial para las primeras reuniones de las comisiones jornaleras, que pocos años después conformaría la primera sede del Sindicato de Obreros del Campo.

### Muerte
Juan Heredia Ruiz muere a los 33 años en un trágico accidente en 1975 mientras volvía de celebrar su cumpleaños junto con un grupo de jóvenes. Fue un día de profundo dolor y duelo para la inmensa mayoría del pueblo de Gilena, acudiendo en masa al entierro. Sin embargo muchos de la minoría pudiente jamás le perdonaron sus ideales y forma de evangelizar, llegando en un bar a pagar por cantes y romper con el luto que entristecía al pueblo. Aun así su huella sería imborrable y marcaría profundamente la trayectoria social y política de Gilena.

## Reconocimientos
Pese a su breve paso y no tener familia en Gilena, el cariño a su pueblo de adopción y de la mayoría de los gilenenses hacia su figura, hicieron que la familia grazalemeña Heredia Ruiz decidiera dar sepultura a Juan Heredia en el cementerio municipal de Gilena. Anónimamente cada 18 de julio, sin faltar un año, su lápida amanece con flores que las vecinas y vecinos de Gilena depositan en su memoria.
El 22 de febrero de 2013, el comité local del Sindicato Andaluz de Trabajadores/as-SOC presentó al Pleno de Gilena la propuesta para nombrar a Juan Heredia como Hijo Adoptivo de Gilena y el levantar en su honor un monumento en una glorieta colindante a la calle Diamantino García.